# Vouzela (freguesia)
Vouzela is een plaats (freguesia) in de Portugese gemeente Vouzela en telt 1485 inwoners (2001).